# OR6Q1
OR6Q1 (англ. Olfactory receptor family 6 subfamily Q member 1 (gene/pseudogene)) – білок, який кодується однойменним геном, розташованим у людей на короткому плечі 11-ї хромосоми. Довжина поліпептидного ланцюга білка становить 317 амінокислот, а молекулярна маса — 35 736.
| 10         |  | 20         |  | 30         |  | 40         |  | 50         |
| ---------- |  | ---------- |  | ---------- |  | ---------- |  | ---------- |
| MQPYTKNWTQ |  | VTEFVMMGFA |  | GIHEAHLLFF |  | ILFLTMYLFT |  | LVENLAIILV |
| VGLDHRLRRP |  | MYFFLTHLSC |  | LEIWYTSVTV |  | PKMLAGFIGV |  | DGGKNISYAD |
| CLSQLFIFTF |  | LGATECFLLA |  | AMAYDRYVAI |  | CMPLHYGAFV |  | SWGTCIRLAA |
| ACWLVGFLTP |  | ILPIYLLSQL |  | TFYGPNVIDH |  | FSCDASPLLA |  | LSCSDVTWKE |
| TVDFLVSLAV |  | LLASSMVIAV |  | SYGNIVWTLL |  | HIRSAAERWK |  | AFSTCAAHLT |
| VVSLFYGTLF |  | FMYVQTKVTS |  | SINFNKVVSV |  | FYSVVTPMLN |  | PLIYSLRNKE |
| VKGALGRVFS |  | LNFWKGQ    |  |            |  |            |  |            |

A: Аланін

C: Цистеїн

D: Аспарагінова кислота

E: Глутамінова кислота

F: Фенілаланін

G: Гліцин

H: Гістидин

I: Ізолейцин

K: Лізин

L: Лейцин

M: Метіонін

N: Аспарагін

P: Пролін

Q: Глутамін

R: Аргінін

S: Серин

T: Треонін

V: Валін

W: Триптофан

Кодований геном білок за функціями належить до рецепторів, g-білокспряжених рецепторів, білків внутрішньоклітинного сигналінгу. 
Локалізований у клітинній мембрані, мембрані.